# M/S Duncker
M/S Duncker är en svensk vägfärja. Den byggdes på Åsiverken i Åmål 1961 och sattes initialt in i trafik mellan Holmsund och Obbola under namnet EOS III. 

## Historik
Beställare till vägfärjan var Holmsunds köping, vilken länge hade saknat en bilförbindelse mellan de delar av kommunen som skildes åt genom Umeälven. Passagerartrafik för endast människor hade i och för sig förekommit sedan 1942, men biltrafiken hade varit hänvisad till en 36 kilometers omväg via Umeå. Investeringen i färjan, som kostade 712.950 kronor, bedömdes därför av köpingen vara en prioriterad åtgärd.
Efter att under de första åren ha drivits i köpingens egen regi, övertogs ansvaret för färjelinjen 1966 av Vägverket och 1969 överfördes även själva färjan och döptes om till Färja 61/276. 
Umeå kommun (i vilken Holmsunds köping då uppgått) köpte tillbaka färjan 1974, varvid den ånyo döptes om, nu till Dunker. Stavningen ändrades 1984 till Duncker. År 1990 inköptes Duncker av Bröderna Malmqvists Sjöservice HB på Tynningö och sattes i trafik mellan Norra Lagnö och Östra Tynningö i Stockholms skärgård. Under denna period breddades färjans däck med 73 centimeter.
År 2017 köptes Duncker av Amfimarin AB för att användas i bolagets verksamhet inom sjötransporter och marin entreprenad. Färjan används sedan 2018 bland annat till transporter av lastbilar mellan Tyska botten och Norra Lovön, där en av Förbifart Stockholms arbetstunnlar mynnar.

## Bildgalleri

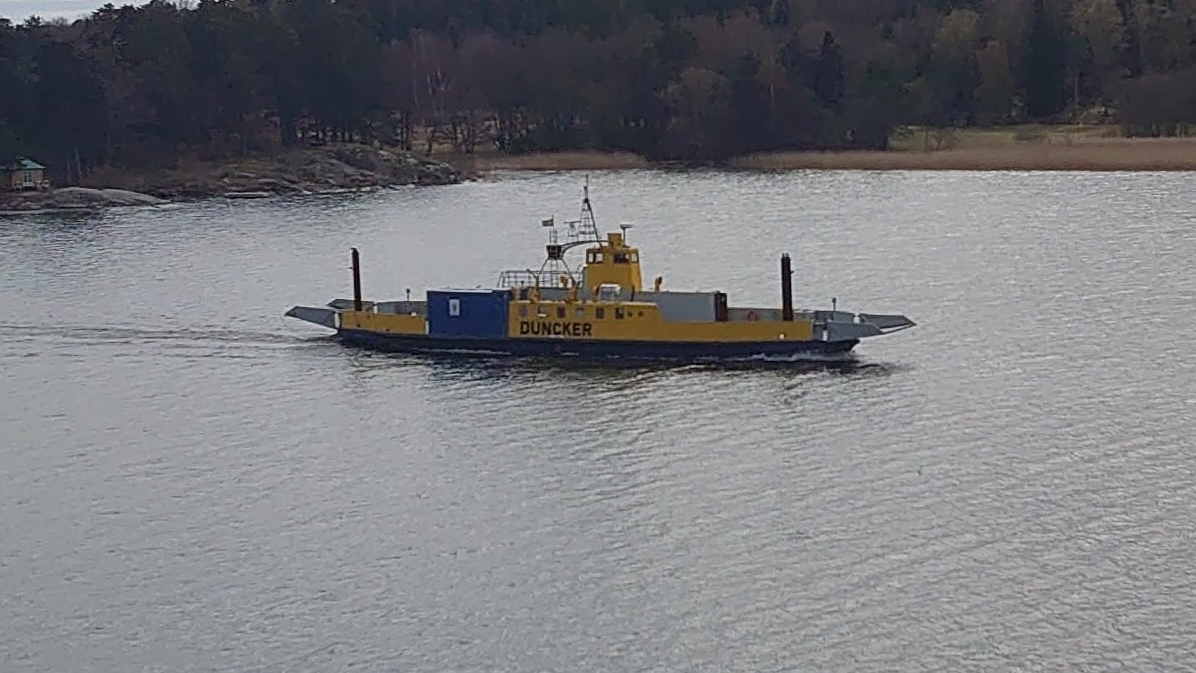
M/S Duncker mellan Tyska botten och Norra Lovön, 2020